# Arsenaalplein
Het Arsenaalplein is een plein aan de noordrand van de oude binnenstad van de Nederlandse plaats Venlo, tussen de Minderbroederskerk en de  Nassaustraat. De naam refereert aan het verdwenen Arsenaal dat tot 1944 aan de zuidoostkant van het gebied heeft gestaan.
Het Arsenaal werd midden 18e eeuw gebouwd bij de oude stadsmuur. Het gebied van het Minderbroedersklooster aan de noordkant van de kerk werd kazerneterrein voor de Venlose huzaren. In 1913 vertrokken zij naar Tilburg; de kazerne werd afgebroken en het Arsenaal kwam leeg te staan. Het werd bouwvallig, maar een plan uit 1914 waarbij het moest wijken werd door de wethouders afgewezen. Overeenkomstig een plan uit 1916 werd het gebouw opgeknapt voor gebruik door rijks- en gemeentelijke diensten, waaronder de Belastingdienst. Tevens werd het  Arsenaalplein aangelegd. In 1927 werd er op de hoek met de Nassaustraat een R.K. Leeszaal gevestigd.
Bij de bombardementen van 1944 werden het Arsenaal en de leeszaal verwoest; het Arsenaal werd nadien niet meer herbouwd. In het wederopbouwplan van Jules Kayser uit 1945 was een nieuw en groter Arsenaalplein voorzien dat representatief moest zijn en ruimte zou bieden aan diverse openbare voorzieningen, waaronder de Belastingdienst en het Arbeidsbureau. Het plan werd in 1946 aangepast en vanaf 1948 uitgevoerd.
Met een parkeergarage, muziekschool en appartementen was er in 2010 weinig over van de representatieve functie.:73 Onder parkeergarage Arsenaal was tijdens de Koude Oorlog een Nucleair Chemisch Onderkomen (NCO) waar maximaal vierduizend PTT'ers tijdens een noodtoestand een verbindingscentrum in stand moesten houden. De garage werd in 2017 afgebroken wegens onveiligheid door betonrot. In 2021 werd een tijdelijke parkeergarage geopend op dezelfde locatie. De veranderingen in het gebied behoren tot de meest ingrijpende die tussen 1842 en het eind van de twintigste eeuw in de Venlose binnenstad hebben plaatsgevonden.:21
De parkeergarage en de woonbebouwing sluiten het plein vrijwel in, terwijl de Minderbroederskerk oftewel de Jongerenkerk Venlo de noordwestkant domineert; de adressen tot aan het westportaal worden nog tot het Arsenaalplein gerekend.
De weg aan de overkant van het plein, die tot de oorlog met een asverschuiving om het Arsenaal heen moest, loopt nu wat dichter bij de kerk. Het beeldbepalende wederopbouwpand van de Raad van Arbeid uit 1952 staat dan ook op de plaats van het Arsenaal, maar toch aan de overkant van de weg. Anno 2024 is het pand in gebruik als de Campus Venlo van de Universiteit Maastricht.
Bij Arsenaalplein 2 is in 2012 een Stolperstein geplaatst.
| De open omgeving omstreeks 1910, vóór de aanleg van het plein. Het Arsenaal, gezien vanuit het zuiden, stond min of meer waar anno 2024 de parkeergarage en Campus Venlo zijn. Linksachter de Minderbroederskerk. |  | Uitbreidingsplan uit 1916 met aanleg van de Rosariumbuurt. Het noorden is rechts. In grijs is de bebouwing aangegeven die bewaard moest blijven: linksonder het Arsenaal, meer naar het midden de Minderbroederskerk en de kloostergebouwen. |
| De open omgeving omstreeks 1910, vóór de aanleg van het plein. Het Arsenaal, gezien vanuit het zuiden, stond min of meer waar anno 2024 de parkeergarage en Campus Venlo zijn. Linksachter de Minderbroederskerk. |  | Uitbreidingsplan uit 1916 met aanleg van de Rosariumbuurt. Het noorden is rechts. In grijs is de bebouwing aangegeven die bewaard moest blijven: linksonder het Arsenaal, meer naar het midden de Minderbroederskerk en de kloostergebouwen. |